# Arnold Hirtz
Arnold „Noldi“ Hirtz (* 2. September 1910 in Zürich; † 1. März 1993 ebenda) war ein Schweizer Eishockeytorwart.

## Karriere
Arnold Hirtz nahm für die Schweizer Eishockeynationalmannschaft an den Olympischen Winterspielen 1936 in Garmisch-Partenkirchen teil. Darüber hinaus spielte er bei den Weltmeisterschaften 1933, 1934, 1935, 1937 und 1938 für die Schweiz. 1935 gewann er dabei mit dem Schweizer Nationalteam die WM-Silbermedaille sowie 1937 die Silbermedaille. Bei den Eishockey-Europameisterschaften, die im Rahmen der Weltmeisterschaften ausgespielt wurden, gewann er 1933 die Bronzemedaille, 1934 und 1937 die Silbermedaille sowie 1935 die Goldmedaille.
Auf Vereinsebene spielte er für den Akademischen EHC Zürich, den Grasshopper Club Zürich und den Zürcher SC. Mit diesen nahm er 1932 (ZSC) und 1934 (GCZ) jeweils am Spengler Cup teil.
Hirtz arbeitete als Rechtsanwalt und war nach seiner Spielerkarriere auch noch Eishockeyschiedsrichter.

## Statistik
(Legende zur Torhüterstatistik: GP oder Sp = Spiele insgesamt; W oder S = Siege; L oder N = Niederlagen; T oder U oder OT = Unentschieden oder Overtime- bzw. Shootout-Niederlage; Min. = Minuten; SOG oder SaT = Schüsse aufs Tor; GA oder GT = Gegentore; SO = Shutouts; GAA oder GTS = Gegentorschnitt; Sv% oder SVS% = Fangquote; EN = Empty Net Goal; 1 Play-downs/Relegation; Kursiv: Statistik nicht vollständig)